# Aphonides dunnianus
Aphonides dunnianus är en skalbaggsart som beskrevs av Rivers 1889. Aphonides dunnianus ingår i släktet Aphonides och familjen Dynastidae. Inga underarter finns listade i Catalogue of Life.